# Richard Edmund Neal
Richard Edmund Neal (anglès: Richard Neal)  (Springfield, 14 de febrer de 1949) és un polític nord-americà que exerceix com a representant dels Estats Units per al primer districte del Congrés de Massachusetts des de 1989. El districte, numerat com el segon districte de 1989 a 2013, inclou Springfield, West Springfield, Pittsfield, Holyoke, Agawam, Chicopee i Westfield, i és molt més rural que la resta de l'estat. Membre del Partit Demòcrata, Neal és el degà de la delegació de Massachusetts a la Cambra de Representants dels Estats Units des del 2013, i també és el degà de les delegacions de la Cambra de Nova Anglaterra.